# Whakaata Māori

Logo von 2004 bis 2022

Whakaata Māori ist ein Fernsehsender in Neuseeland, mit dem versucht wird, die māorische Sprache Te Reo Māori und maorische Kultur Tikanga Māori wiederzubeleben. Mit Geldern der neuseeländischen Regierung wurde der Sender in Auckland eingerichtet und sendet seit dem 28. März 2004.
Der Sender ändert seinen Namen Ende 2007 in Maori Television Tahi (Maori Fernsehen Eins), da ein neuer Sender Maori Television Rua (Maori Fernsehen Zwei) sein Programm aufnimmt.

## Programme
- Te Kaea: Nachrichten jeden Abend
- Homai Te Paki Paki: große Talente, große Musik
- Ma Tatou: Iwi-tainment Show (iwi = Volksstamm)
- Korero Mai: Seifenoper in māorischer Sprache
- Tau Ke: Kinderprogramm
- Haa, Tu Wera: Jugendprogramme
- Kai Ora: Kochsendung
- u. a.

## Erfolge
Im allerersten Monat auf Sendung hat Māori Television sofort ein Publikum von insgesamt 300.000 Personen erreicht. Drei Jahre später, im April 2007, erreichte Māori Television bereits 722.000 Zuschauer, eine Zunahme von 140 Prozent. Von März 2004 bis Ende 2007 haben bereits mehr als 1,7 Millionen Neuseeländer das Programm des Senders gesehen.
70 Prozent aller Māori über 5 Jahre haben Māori Television bereits gesehen; 73 Prozent aller Bewohner der Inselwelt Ozeaniens; 43 Prozent der Pākehā-Neuseeländer; und 32 Prozent aller neuseeländischen Asiaten. Mehr als 97 Prozent der Bevölkerung Neuseelands kennt Māori Television, 67 Prozent der Gesamtbevölkerung haben das Programm schon gesehen, und 82 Prozent der Gesamtbevölkerung befürworten Māori Television als dauerhaften Bestandteil der einheimischen Fernsehlandschaft.

## Auszeichnungen
Sendungen von Māori Television haben inzwischen zahlreiche einheimische Auszeichnungen erhalten:
- NA RĀTOU, MŌ TĀ`TOU (ANZAC 2006)
- CODE (2006)
- TOA ANGA WHATI MĀORI (2006)
- TE ARAHI MAIPI (2006)
- KOI (2006)
- MŌTEATEA (2006)
- 2005 NATIONAL MĀORI SPORTS AWARDS (2006)
- NGĀRIMU DANIELS – TE KĀEA (2006)
- WAKA AMA
- TAMARIKI WAIATA (2005)
- NZ MĀORI V US CHURCHILL CUP (2005)
- TAMARIKI WAIATA (2005)
- COAST (2004)
- NZ MĀORI V US CHURCHILL CUP (2004)
- PĒPI (2004)